# لوك بيلي
لوك بيلي (بالإنجليزية: Luke Bailey)‏ هو لاعب دوري الرغبي أسترالي، ولد في 5 يناير 1980 في Port Kembla, New South Wales ‏ في أستراليا.